# Order Orła Białego (Imperium Rosyjskie)
Cesarski i Królewski Order Orła Białego (ros. Императорский и Царский орден Белого орла) – order Imperium Rosyjskiego.

## Historia
Został ustanowiony ukazem cara Mikołaja I po upadku powstania listopadowego w 1831 jako order „cesarski i królewski” (imperatorskij i carskij). Nadawany przez carów rosyjskich do upadku caratu w wyniku rewolucji lutowej w marcu 1917. Zachowany przez Rząd Tymczasowy, następnie jeden z orderów dynastycznych Domu Romanowów (Rosyjskiego Domu Cesarskiego) na wygnaniu, nadawany bardzo rzadko, przeważnie kawalerom Orderu Świętego Andrzeja (którym przysługuje automatycznie, obok kilku innych orderów carskich); w ten sposób do liczby kawalerów tego orderu zaliczeni są między innymi były car Bułgarii Symeon II, były król Grecji Konstantyn II, wielki mistrz Zakonu Maltańskiego Andrew Bertie, patriarcha Moskwy Aleksy II.

## Wygląd
Ze zlikwidowanego Orderu Orła Białego Królestwa Polskiego zachowano dawną stanisławowską gwiazdę i dewizę „Pro Fide, Lege et Rege”, order nazywał się „Cesarski i Królewski”. Oznaką był dwugłowy orzeł carski w złotej koronie emaliowany na czarno ze złotym krzyżem maltańskim na piersi emaliowanym na czerwono z białą emaliowaną obwódką i złotymi promieniami pomiędzy ramionami. Na krzyżu z kolei znajdował się biały orzeł z rozpostartymi skrzydłami i głową zwróconą w prawo (wzór Orderu Orła Białego Królestwa Polskiego). Order noszony był na ciemnoniebieskiej szarfie.
Gwiazda ośmiopromienna, złota z prostymi promieniami, w środkowym medalionie biały obwiedziony na czerwono krzyż ze złotymi promieniami pomiędzy ramionami, otoczony przez błękitny krąg z dewizą orderu (Pro Fide, Lege et Rege). W systemie rosyjskim order zajmował trzecie miejsce po orderze Świętego Andrzeja Apostoła Pierwszego Powołania oraz równorzędnych orderach Świętego Aleksandra Newskiego i Świętej Katarzyny Męczennicy. Posiadał dwie kategorie, wojskową i cywilną. W przypadku kategorii wojskowej ozdabiano oznakę dwoma skrzyżowanymi mieczami umieszczonymi pod koroną cesarską wieńczącą oznakę oraz pod medalionem na gwieździe. W projekcie opracowanym w 1917 przez rosyjski Rząd Tymczasowy trzy korony nad orłem rosyjskim miała zastąpić wstążka, zaś „monarchistyczną” dewizę na gwieździe – gałązki laurowe. Na emigracji wrócił do swej dawnej postaci.
Carowie nadali go 1017 osobom.